# Ctenochira helveticator
Ctenochira helveticator là một loài tò vò trong họ Ichneumonidae.